# Peachy Cherry Pie
『Peachy Cherry Pie』（ピーチィ チェリー パイ）とは、田村ゆかりの通算2作目となる映像作品。
2004年4月7日にコナミより発売、キングレコードより販売された。

## 概要
2003年12月28日にZepp Tokyoで行われた『田村ゆかり＊ふぁーすとらいぶ〜蒼空に揺れる蜜月の小舟。〜』のダイジェスト映像を収録。それに加え『きらら時間旅行』、『眠れぬ夜につかまえて』の2曲のPVを収録。
5Thシングル発売記念イベントの模様や、このDVDでしか見ることができない「もふもふ村収穫祭」のダイジェストがおまけに収録されている。（スイカを割る部分はマルチアングルで見ることができる。）

## 演奏会場
- 東京；Zepp Tokyo（2003年12月28日）

## 収録内容
menu
- きらら時間旅行
- 5THシングル発売記念イベント IN 調布グリーンホール（2003年9月21日）
- 眠れぬ夜につかまえて
- ふぁーすとらいぶ 蒼空に揺れる蜜月の小舟。 IN Zepp Tokyo

小さな足音〜PRIMARY TALE〜
Snow Bird
追い風〜フルーツ〜うたかた
君へ
Prince On A Star 〜Fortune Of Love〜
Honey Moon
大好きと涙
Baby's Breath
おまけ
- 「黒うさぎの小部屋」番外編
- 実録・もふもふ村収穫祭ダイジェスト版※一部マルチアングルで見ることができる。